# شالپن
شالپن (به انگلیسی: Shalpin) یک منطقهٔ مسکونی در پاکستان است که در خیبر پختونخوا واقع شده‌است.